# Elektrolytverken
Elektrolytverken bildades 8 februari 1918 med kraftigt statligt stöd. Företaget hade en kopparhytta i Köping och elektrolysverk i Västerås för elektrolytisk koppar och nickel. Produktionen hindrades av flera strejker och kunde inte leverera förrän i mitten av 1919 och snart kunde koppar åter erhållas från utlandet. Under efterkrigstidens depression trädde bolaget i likvidation 1921 med 700 000 kr i förlust. Byggnadens skorsten sprängdes medan delar av byggnaden fortfarande finns kvar.